# Giovanni Nicolò Mezzogori
Giovanni Nicolò Mezzogori (Comacchio, Emília-Romanya, 1580 - 1623) fou un compositor italià del Barroc.
No es troba res exacte sobre l'ascendència i les condicions socials de la seva família. Les etapes i els personatges de la seva carrera i la composició eclesiàstica es dedueixen de nou obres musicals, però, les dates publicades entre 1611-1623 preparats pels editors de Venècia i en general acompanyada de cartes d'informació doviziose amb dedicatòria.
Es remunta a 1611 eel primer llibre de concerts sagrats a dos, i tres articles, impresos -com els tres següents- de Ricciardo Amadino i que comprèn trenta-sis motets on es practica gairebé totes les combinacions de registres vocals, en un escrit sovint omoritmica però animada per senyals imitatives i passatges Vocalise: aquests estils de protosecentesca pràctica ordinària després es troben amb l'estabilitat en la poètica de Mezzogorri.
Aquesta primera obra porta una dedicatòria a monsenyor Orazio Giraldi, bisbe de Comacchio, a la qual l'autor atribueix molts, et non vulgars favors […] per sobre de mi no dirà dispersos, però va ploure en els anys de l'edat [...?] més verd va passar al seu servei, i fins i tot el posterior nomenament a la descripció del lloc i mestre de capella de la catedral comacchiesa.
Reculls de publicacions de Mezzorori: Missa. Motetti e un Miserere a quattro voci (Venècia, 1614): La celeste sposa, terzo degli concerti con mottetti (Venècia, 1616), Salmi festivi vespertini concertati a quattro voci (Venècia, 1623), etc.